# Glissement de terrain à Shenzhen en 2015

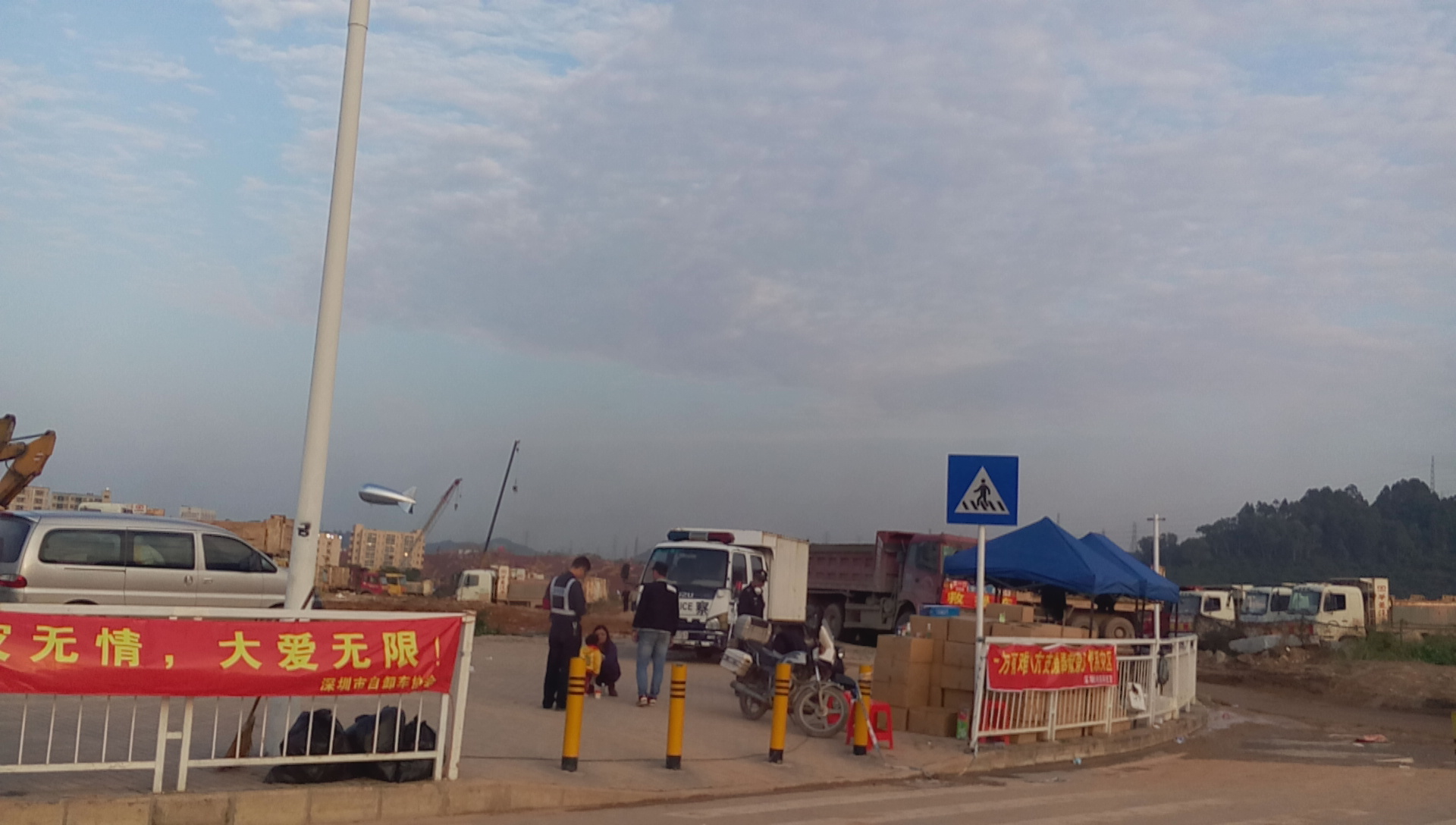

Le glissement de terrain à Shenzhen en 2015 est une catastrophe industrielle ayant eu lieu le 20 décembre dans le nord de la municipalité de Shenzhen en Chine. Ce glissement de terrain est dû à l'amoncellement de gravats entreposés dans une ancienne carrière, qui ont reçu d'importantes pluies. À la suite de cet évènement, 33 bâtiments sont submergés, 16 personnes sont blessées, 76 sont portées disparues et un corps est retrouvé. Un grand nombre de forces de secours, plusieurs milliers, sont déployées sur les lieux. Un survivant est retrouvé 3 jours après la catastrophe.